# European Technology Exposure Facility
El European Technology Exposure Facility (EuTEF) és una càrrega útil muntat a l'exterior del Laboratori Columbus europeu, un dels mòduls de l'Estació Espacial Internacional. L'equip, muntat a l'exterior del Columbus, proporciona una plataforma per a múltiples tipus d'experiments i els materials s'exposen directament al dur entorn espacial.

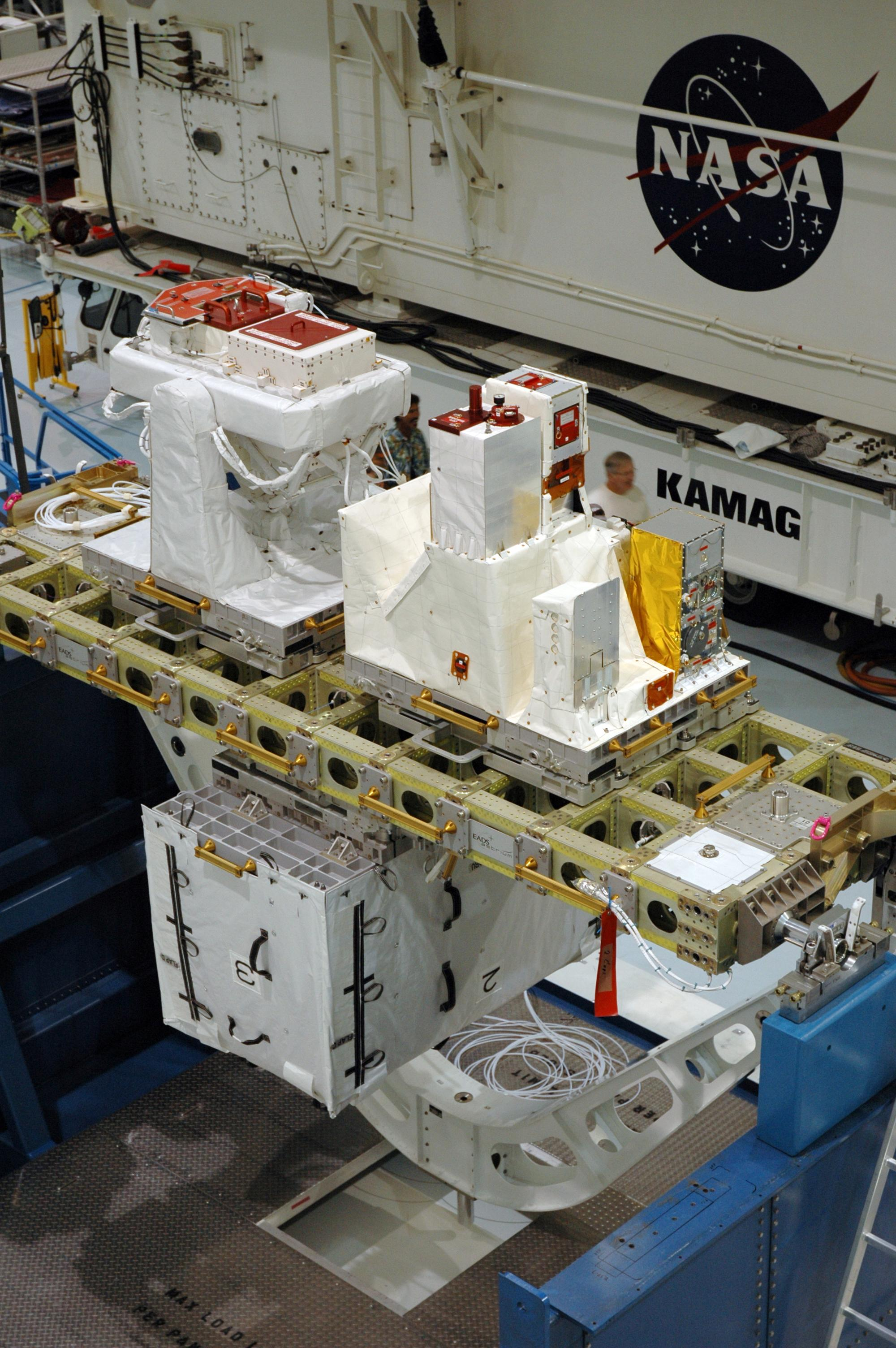
Les càrregues útils externes SOLAR i EuTEF instal·lades en el transportador de càrrega LCC-lite abans del llançament de la missió del Transbordador STS-122.

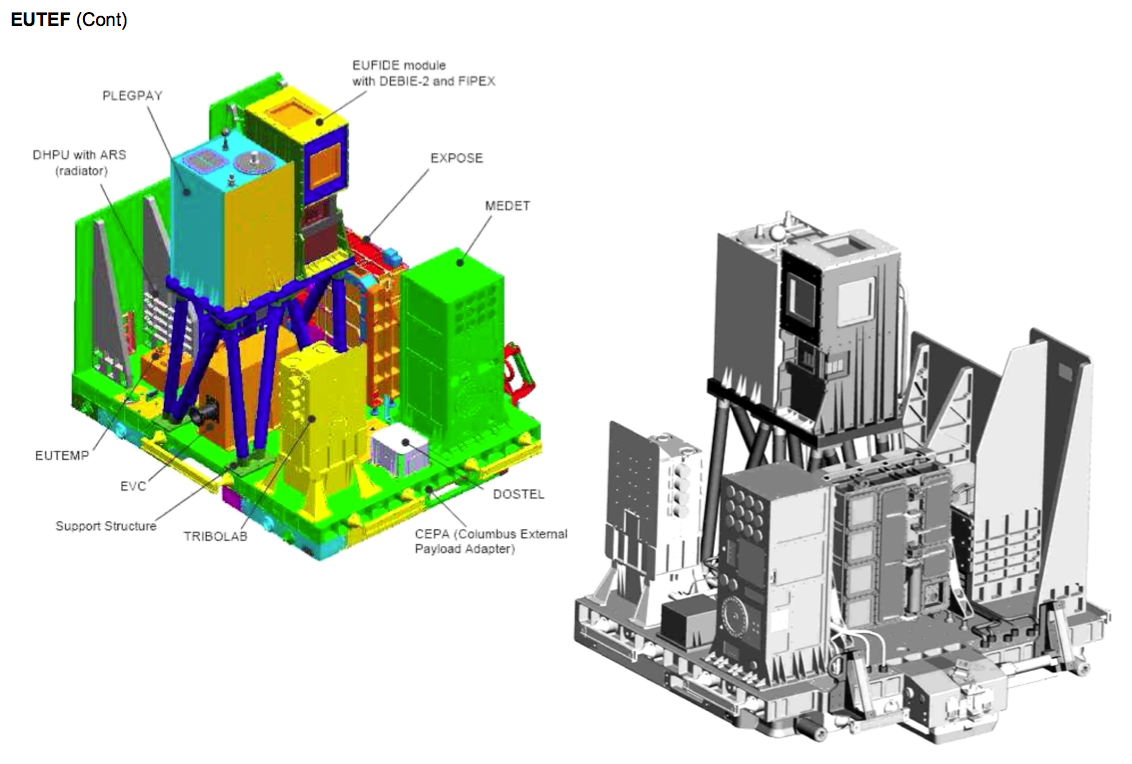
Esquema de l'EUTEF

L'EuTEF és una arquitectura programable i multifuncional que proporciona interfícies uniformes per a instruments. Nou mòduls d'instruments estan allotjats i operats simultàniament. Cada experiment es munta al External Payload Adapter (CEPA) del Columbus, que consisteix d'una placa adaptadora, l'Active Flight Releasable Attachment Mechanism (A-FRAM) i els connectors i arnesos. Els experiments es munten directament a la placa d'adaptador o una estructura de suport que els eleva per a una exposició òptima a la RAM (direcció de vol) i les direccions zenitals.
En total, la instal·lació té una massa de 350 kg. El primer conjunt d'experiments (va ser muntat amb èxit durant el STS-122 i es va retirar en el STS-128) muntat en l'equip inclou:
- DEBris In-orbit Evaluator (DEBIE-2): un detector de micrometeoroides i deixalles orbitals
- EuTEF Thermometer (EuTEMP): mesura l'entorn tèrmic de l'EuTEF
- Earth Viewing Camera (EVC): Càmera d'observació terrestre
- Exposure Experiment (Expose): Un equip d'exposició exobiològic
- Flux(Phi) Probe EXperiment (FIPEX): detector d'oxigen atòmic
- Material Exposure and Degradation Experiment (MEDET): examina la degradació de materials
- Plasma Electron Gun Payload (PLEGPAY): descàrrega de plasma en òrbita
- An Experiment on Space Tribology Experiment (Tribolab): banc de proves per a les propietats de tribologia (estudi de la fricció en les parts mòbils) dels materials[1][2]